# آزادراه ام۲۰

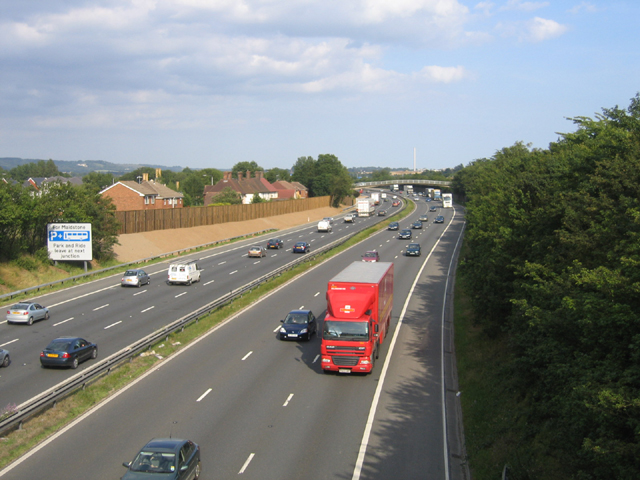
آزادراه ام۲۰

آزادراه ام۲۰ (به انگلیسی: M20 motorway) یک آزادراه شمال به جنوب در کشور انگلستان است.
این آزادراه که از شهر سوانلی شروع میشود ۸۱.۴ کیلومتر (۵۰.۶ مایل) مسافت دارد و از شهرهای مهمی مانند میدنستون و اشفورد عبور میکند و جنوب شرقی انگلستان به تونل مانش متصل میشود.